# Eleições europeias de 2024 no distrito de Beja
| Eleições parlamentares europeias de 2024 Distritos: Aveiro \| Beja \| Braga \| Bragança \| Castelo Branco \| Coimbra \| Évora \| Faro \| Guarda \| Leiria \| Lisboa \| Portalegre \| Porto \| Santarém \| Setúbal \| Viana do Castelo \| Vila Real \| Viseu \| Açores \| Madeira \| Estrangeiro |

## Resultados no distrito de Beja
| Partido                 | Partido                                  | Votos   | %               | +/-   |
| ----------------------- | ---------------------------------------- | ------- | --------------- | ----- |
|                         | Partido Socialista                       | 18 811  | 35,42 / 100,00  | 1,22  |
|                         | Aliança Democrática (PPD/PSD-CDS-PP-PPM) | 9 983   | 18,80 / 100,00  | 6,36  |
|                         | Coligação Democrática Unitária (PCP-PEV) | 8 177   | 15,40 / 100,00  | 9,82  |
|                         | CHEGA                                    | 6 663   | 12,55 / 100,00  | -     |
|                         | Iniciativa Liberal                       | 3 018   | 5,68 / 100,00   | 5,36  |
|                         | Bloco de Esquerda                        | 2 358   | 4,44 / 100,00   | 4,42  |
|                         | LIVRE                                    | 1 503   | 2,83 / 100,00   | 1,72  |
|                         | Outros (com menos de 1,00%)              | 1 565   | 2,96 / 100,00   |       |
| Votos Inválidos         | Votos Inválidos                          | 1 026   | 1,93 / 100,00   | 3,67  |
| Total                   | Total                                    | 53 104  | 100,00 / 100,00 |       |
| Eleitorado/Participação | Eleitorado/Participação                  | 119 354 | 44,49 / 100,00  | 12,35 |

## Resultados por concelho
Os resultados nos concelhos do Distrito de Beja foram os seguintes:

### Aljustrel
| Partido                 | Partido                                  | Votos | %               | +/-   |
| ----------------------- | ---------------------------------------- | ----- | --------------- | ----- |
|                         | Partido Socialista                       | 1 326 | 39,45 / 100,00  | 0,72  |
|                         | Coligação Democrática Unitária (PCP-PEV) | 857   | 25,50 / 100,00  | 10,18 |
|                         | CHEGA                                    | 387   | 11,51 / 100,00  | -     |
|                         | Aliança Democrática (PPD/PSD-CDS-PP-PPM) | 360   | 10,71 / 100,00  | 5,63  |
|                         | Bloco de Esquerda                        | 123   | 3,66 / 100,00   | 2,81  |
|                         | Iniciativa Liberal                       | 105   | 3,12 / 100,00   | 2,78  |
|                         | LIVRE                                    | 57    | 1,70 / 100,00   | 0,79  |
|                         | Outros (com menos de 1,00%)              | 90    | 2,68 / 100,00   |       |
| Votos Inválidos         | Votos Inválidos                          | 56    | 1,66 / 100,00   | 2,98  |
| Total                   | Total                                    | 3 361 | 100,00 / 100,00 |       |
| Eleitorado/Participação | Eleitorado/Participação                  | 7 751 | 43,36 / 100,00  | 7,20  |

| Freguesia                  | %     | %     | %     | %     | %    | %    | %    | Votantes |
| Freguesia                  | PS    | CDU   | CH    | AD    | BE   | IL   | L    | Votantes |
| -------------------------- | ----- | ----- | ----- | ----- | ---- | ---- | ---- | -------- |
| Freguesia                  |       |       |       |       |      |      |      | Votantes |
| Aljustrel e Rio de Moinhos | 37,49 | 28,27 | 10,01 | 11,40 | 3,70 | 3,40 | 1,78 | 2 027    |
| Ervidel                    | 35,04 | 24,36 | 12,82 | 11,54 | 4,49 | 4,70 | 2,56 | 468      |
| Messejana                  | 40,35 | 22,51 | 17,54 | 8,48  | 4,09 | 1,46 | 0,88 | 342      |
| São João de Negrilhos      | 50,38 | 17,75 | 12,21 | 8,78  | 2,48 | 1,72 | 1,15 | 524      |
| Aljustrel                  | 39,45 | 25,50 | 11,51 | 10,71 | 3,66 | 3,12 | 1,70 | 3 361    |

### Almodôvar
| Partido                 | Partido                                  | Votos | %               | +/-  |
| ----------------------- | ---------------------------------------- | ----- | --------------- | ---- |
|                         | Partido Socialista                       | 923   | 41,22 / 100,00  | 7,83 |
|                         | Aliança Democrática (PPD/PSD-CDS-PP-PPM) | 532   | 23,76 / 100,00  | 7,34 |
|                         | CHEGA                                    | 284   | 12,68 / 100,00  | -    |
|                         | Coligação Democrática Unitária (PCP-PEV) | 118   | 5,27 / 100,00   | 3,22 |
|                         | Iniciativa Liberal                       | 96    | 4,29 / 100,00   | 3,90 |
|                         | Bloco de Esquerda                        | 91    | 4,06 / 100,00   | 6,67 |
|                         | LIVRE                                    | 37    | 1,65 / 100,00   | 1,09 |
|                         | Alternativa Democrática Nacional         | 34    | 1,52 / 100,00   | 1,24 |
|                         | Pessoas–Animais–Natureza                 | 28    | 1,25 / 100,00   | 2,33 |
|                         | Outros (com menos de 1,00%)              | 33    | 1,47 / 100,00   |      |
| Votos Inválidos         | Votos Inválidos                          | 63    | 2,81 / 100,00   | 3,39 |
| Total                   | Total                                    | 2 239 | 100,00 / 100,00 |      |
| Eleitorado/Participação | Eleitorado/Participação                  | 5 990 | 37,38 / 100,00  | 8,75 |

| Freguesia                        | %     | %     | %     | %    | %    | %    | %    | %    | %    | Votantes |
| Freguesia                        | PS    | AD    | CH    | CDU  | IL   | BE   | L    | ADN  | PAN  | Votantes |
| -------------------------------- | ----- | ----- | ----- | ---- | ---- | ---- | ---- | ---- | ---- | -------- |
| Freguesia                        |       |       |       |      |      |      |      |      |      | Votantes |
| Aldeia dos Fernandes             | 46,89 | 20,57 | 10,05 | 6,22 | 2,87 | 6,70 | 0,96 | 2,87 | 0,48 | 209      |
| Almodôvar                        | 38,24 | 24,07 | 12,98 | 5,30 | 5,07 | 4,67 | 2,22 | 1,43 | 1,90 | 1 263    |
| Rosário                          | 38,76 | 18,54 | 21,35 | 8,43 | 2,81 | 1,69 | 2,25 | 1,69 | 0,56 | 178      |
| Santa Clara-a-Nova e Gomes Aires | 42,67 | 25,67 | 13,00 | 3,67 | 4,67 | 3,00 | 1,00 | 1,00 | 0    | 300      |
| Santa Cruz                       | 54,70 | 20,44 | 7,18  | 6,08 | 2,21 | 2,76 | 0    | 1,10 | 0,55 | 181      |
| São Barnabé                      | 42,59 | 35,19 | 8,33  | 0,93 | 2,78 | 0,93 | 0    | 1,85 | 0,93 | 108      |
| Almodôvar                        | 41,22 | 23,76 | 12,68 | 5,27 | 4,29 | 4,06 | 1,65 | 1,52 | 1,25 | 2 239    |

### Alvito
| Partido                 | Partido                                  | Votos | %               | +/-   |
| ----------------------- | ---------------------------------------- | ----- | --------------- | ----- |
|                         | Partido Socialista                       | 310   | 32,94 / 100,00  | 0,45  |
|                         | Aliança Democrática (PPD/PSD-CDS-PP-PPM) | 184   | 19,55 / 100,00  | 4,29  |
|                         | Coligação Democrática Unitária (PCP-PEV) | 124   | 13,18 / 100,00  | 10,03 |
|                         | CHEGA                                    | 117   | 12,43 / 100,00  | -     |
|                         | Iniciativa Liberal                       | 73    | 7,76 / 100,00   | 6,65  |
|                         | LIVRE                                    | 44    | 4,68 / 100,00   | 2,93  |
|                         | Bloco de Esquerda                        | 43    | 4,57 / 100,00   | 5,13  |
|                         | Outros (com menos de 1,00%)              | 21    | 2,23 / 100,00   |       |
| Votos Inválidos         | Votos Inválidos                          | 25    | 2,66 / 100,00   | 3,38  |
| Total                   | Total                                    | 941   | 100,00 / 100,00 |       |
| Eleitorado/Participação | Eleitorado/Participação                  | 1 864 | 50,48 / 100,00  | 17,62 |

| Freguesia            | %     | %     | %     | %     | %    | %    | %    | Votantes |
| Freguesia            | PS    | AD    | CDU   | CH    | IL   | L    | BE   | Votantes |
| -------------------- | ----- | ----- | ----- | ----- | ---- | ---- | ---- | -------- |
| Freguesia            |       |       |       |       |      |      |      | Votantes |
| Alvito               | 26,76 | 21,88 | 13,87 | 14,45 | 9,57 | 3,52 | 5,47 | 512      |
| Vila Nova da Baronia | 40,33 | 16,78 | 12,35 | 10,02 | 5,59 | 6,06 | 3,50 | 429      |
| Alvito               | 32,94 | 19,55 | 13,18 | 12,43 | 7,76 | 4,68 | 4,57 | 941      |

### Barrancos
| Partido                 | Partido                                  | Votos | %               | +/-  |
| ----------------------- | ---------------------------------------- | ----- | --------------- | ---- |
|                         | Partido Socialista                       | 161   | 37,70 / 100,00  | 4,15 |
|                         | Aliança Democrática (PPD/PSD-CDS-PP-PPM) | 75    | 17,56 / 100,00  | 2,11 |
|                         | Coligação Democrática Unitária (PCP-PEV) | 63    | 14,75 / 100,00  | 2,95 |
|                         | CHEGA                                    | 57    | 13,35 / 100,00  | -    |
|                         | Iniciativa Liberal                       | 32    | 7,49 / 100,00   | 7,49 |
|                         | Bloco de Esquerda                        | 11    | 2,58 / 100,00   | 5,57 |
|                         | Alternativa Democrática Nacional         | 5     | 1,17 / 100,00   | 0,61 |
|                         | Outros (com menos de 1,00%)              | 8     | 1,88 / 100,00   |      |
| Votos Inválidos         | Votos Inválidos                          | 15    | 3,52 / 100,00   | 4,63 |
| Total                   | Total                                    | 427   | 100,00 / 100,00 |      |
| Eleitorado/Participação | Eleitorado/Participação                  | 1 260 | 33,89 / 100,00  | 7,02 |

| Freguesia | %     | %     | %     | %     | %    | %    | %    | Votantes |
| Freguesia | PS    | AD    | CDU   | CH    | IL   | BE   | ADN  | Votantes |
| --------- | ----- | ----- | ----- | ----- | ---- | ---- | ---- | -------- |
| Freguesia |       |       |       |       |      |      |      | Votantes |
| Barrancos | 37,70 | 17,56 | 14,75 | 13,35 | 7,49 | 2,58 | 1,17 | 427      |
| Barrancos | 37,70 | 17,56 | 14,75 | 13,35 | 7,49 | 2,58 | 1,17 | 427      |

### Beja
| Partido                 | Partido                                  | Votos  | %               | +/-  |
| ----------------------- | ---------------------------------------- | ------ | --------------- | ---- |
|                         | Partido Socialista                       | 3 784  | 32,75 / 100,00  | 1,73 |
|                         | Aliança Democrática (PPD/PSD-CDS-PP-PPM) | 2 474  | 21,41 / 100,00  | 6,21 |
|                         | Coligação Democrática Unitária (PCP-PEV) | 1 743  | 15,08 / 100,00  | 9,46 |
|                         | CHEGA                                    | 1 384  | 11,98 / 100,00  | -    |
|                         | Iniciativa Liberal                       | 724    | 6,27 / 100,00   | 6,00 |
|                         | Bloco de Esquerda                        | 572    | 4,95 / 100,00   | 5,79 |
|                         | LIVRE                                    | 354    | 3,06 / 100,00   | 1,73 |
|                         | Outros (com menos de 1,00%)              | 321    | 2,77 / 100,00   |      |
| Votos Inválidos         | Votos Inválidos                          | 199    | 1,72 / 100,00   | 4,01 |
| Total                   | Total                                    | 11 555 | 100,00 / 100,00 |      |
| Eleitorado/Participação | Eleitorado/Participação                  | 28 375 | 40,72 / 100,00  | 6,42 |

| Freguesia                                | %     | %     | %     | %     | %    | %    | %    | Votantes |
| Freguesia                                | PS    | AD    | CDU   | CH    | IL   | BE   | L    | Votantes |
| ---------------------------------------- | ----- | ----- | ----- | ----- | ---- | ---- | ---- | -------- |
| Freguesia                                |       |       |       |       |      |      |      | Votantes |
| Albernoa e Trindade                      | 36,25 | 15,31 | 18,75 | 6,25  | 9,69 | 4,06 | 3,44 | 320      |
| Baleizão                                 | 28,31 | 6,93  | 37,95 | 12,65 | 1,81 | 8,13 | 1,20 | 332      |
| Beja (Salvador e Santa Maria da Feira)   | 32,43 | 21,56 | 12,01 | 13,16 | 6,74 | 5,99 | 3,22 | 3 321    |
| Beja (Santiago Maior e São João Batista) | 28,62 | 27,16 | 11,94 | 11,60 | 7,46 | 5,00 | 3,90 | 5 000    |
| Beringel                                 | 39,57 | 20,60 | 17,07 | 11,65 | 4,61 | 1,08 | 2,44 | 369      |
| Cabeça Gorda                             | 53,56 | 9,76  | 22,43 | 8,18  | 1,58 | 2,11 | 0,53 | 379      |
| Nossa Senhora das Neves                  | 36,99 | 13,24 | 21,00 | 13,93 | 3,42 | 4,57 | 0,91 | 438      |
| Salvada e Quintos                        | 40,09 | 11,39 | 27,33 | 10,25 | 3,19 | 2,73 | 0,91 | 439      |
| Santa Clara de Louredo                   | 34,76 | 12,45 | 28,33 | 9,01  | 6,01 | 3,00 | 3,00 | 233      |
| Santa Vitória e Mombeja                  | 41,54 | 6,82  | 24,63 | 12,17 | 2,97 | 4,45 | 1,19 | 337      |
| São Matias                               | 45,71 | 9,71  | 8,57  | 20,57 | 2,86 | 5,71 | 2,86 | 175      |
| Trigaches e São Brissos                  | 36,79 | 17,92 | 17,45 | 12,74 | 4,25 | 3,30 | 0,94 | 212      |
| Beja                                     | 32,75 | 21,41 | 15,08 | 11,98 | 6,27 | 4,95 | 3,06 | 11 555   |

### Castro Verde
| Partido                 | Partido                                  | Votos | %               | +/-  |
| ----------------------- | ---------------------------------------- | ----- | --------------- | ---- |
|                         | Partido Socialista                       | 884   | 35,91 / 100,00  | 0,54 |
|                         | Coligação Democrática Unitária (PCP-PEV) | 477   | 19,37 / 100,00  | 9,39 |
|                         | Aliança Democrática (PPD/PSD-CDS-PP-PPM) | 368   | 14,95 / 100,00  | 5,54 |
|                         | CHEGA                                    | 248   | 10,07 / 100,00  | -    |
|                         | Iniciativa Liberal                       | 148   | 6,01 / 100,00   | 5,47 |
|                         | Bloco de Esquerda                        | 140   | 5,69 / 100,00   | 6,07 |
|                         | LIVRE                                    | 78    | 3,17 / 100,00   | 2,34 |
|                         | Pessoas–Animais–Natureza                 | 30    | 1,22 / 100,00   | 1,92 |
|                         | Outros (com menos de 1,00%)              | 49    | 1,98 / 100,00   |      |
| Votos Inválidos         | Votos Inválidos                          | 40    | 1,62 / 100,00   | 2,50 |
| Total                   | Total                                    | 2 462 | 100,00 / 100,00 |      |
| Eleitorado/Participação | Eleitorado/Participação                  | 5 999 | 41,04 / 100,00  | 7,84 |

| Freguesia                | %     | %     | %     | %     | %    | %    | %    | %    | Votantes |
| Freguesia                | PS    | CDU   | AD    | CH    | IL   | BE   | L    | PAN  | Votantes |
| ------------------------ | ----- | ----- | ----- | ----- | ---- | ---- | ---- | ---- | -------- |
| Freguesia                |       |       |       |       |      |      |      |      | Votantes |
| Castro Verde e Casével   | 33,86 | 17,82 | 17,11 | 9,85  | 6,84 | 6,25 | 3,42 | 1,53 | 1 695    |
| Entradas                 | 41,18 | 20,78 | 15,29 | 6,27  | 4,31 | 4,31 | 3,53 | 0,78 | 255      |
| Santa Bárbara de Padrões | 36,83 | 24,73 | 7,80  | 13,71 | 4,03 | 4,03 | 2,69 | 0,27 | 372      |
| São Marcos da Ataboeira  | 48,57 | 21,43 | 7,14  | 10,00 | 4,29 | 5,71 | 0,71 | 0,71 | 140      |
| Castro Verde             | 35,91 | 19,37 | 14,95 | 10,07 | 6,01 | 5,69 | 3,17 | 1,22 | 2 462    |

### Cuba
| Partido                 | Partido                                  | Votos | %               | +/-   |
| ----------------------- | ---------------------------------------- | ----- | --------------- | ----- |
|                         | Partido Socialista                       | 576   | 36,25 / 100,00  | 0,21  |
|                         | Coligação Democrática Unitária (PCP-PEV) | 350   | 22,03 / 100,00  | 12,55 |
|                         | Aliança Democrática (PPD/PSD-CDS-PP-PPM) | 249   | 15,67 / 100,00  | 6,81  |
|                         | CHEGA                                    | 166   | 10,45 / 100,00  | -     |
|                         | Iniciativa Liberal                       | 79    | 4,97 / 100,00   | 4,82  |
|                         | Bloco de Esquerda                        | 60    | 3,78 / 100,00   | 1,06  |
|                         | LIVRE                                    | 48    | 3,02 / 100,00   | 1,92  |
|                         | Outros (com menos de 1,00%)              | 24    | 1,51 / 100,00   |       |
| Votos Inválidos         | Votos Inválidos                          | 37    | 2,33 / 100,00   | 2,51  |
| Total                   | Total                                    | 1 589 | 100,00 / 100,00 |       |
| Eleitorado/Participação | Eleitorado/Participação                  | 3 642 | 43,63 / 100,00  | 7,52  |

| Freguesia        | %     | %     | %     | %     | %    | %    | %    | Votantes |
| Freguesia        | PS    | CDU   | AD    | CH    | IL   | BE   | L    | Votantes |
| ---------------- | ----- | ----- | ----- | ----- | ---- | ---- | ---- | -------- |
| Freguesia        |       |       |       |       |      |      |      | Votantes |
| Cuba             | 35,18 | 21,01 | 17,39 | 10,15 | 5,33 | 3,92 | 2,91 | 995      |
| Faro do Alentejo | 36,31 | 33,93 | 8,33  | 14,88 | 1,79 | 0,60 | 0,60 | 168      |
| Vila Alva        | 41,51 | 21,70 | 13,21 | 4,72  | 4,72 | 7,08 | 5,19 | 212      |
| Vila Ruiva       | 35,98 | 17,76 | 15,89 | 14,02 | 6,07 | 2,34 | 3,27 | 214      |
| Cuba             | 36,25 | 22,03 | 15,67 | 10,45 | 4,97 | 3,78 | 3,02 | 1 589    |

### Ferreira do Alentejo
| Partido                 | Partido                                  | Votos | %               | +/-  |
| ----------------------- | ---------------------------------------- | ----- | --------------- | ---- |
|                         | Partido Socialista                       | 1 122 | 42,55 / 100,00  | 2,51 |
|                         | Aliança Democrática (PPD/PSD-CDS-PP-PPM) | 379   | 14,37 / 100,00  | 4,95 |
|                         | CHEGA                                    | 362   | 13,73 / 100,00  | -    |
|                         | Coligação Democrática Unitária (PCP-PEV) | 340   | 12,89 / 100,00  | 8,90 |
|                         | Iniciativa Liberal                       | 133   | 5,04 / 100,00   | 4,76 |
|                         | Bloco de Esquerda                        | 115   | 4,36 / 100,00   | 3,64 |
|                         | Alternativa Democrática Nacional         | 53    | 2,01 / 100,00   | 1,87 |
|                         | LIVRE                                    | 45    | 1,71 / 100,00   | 0,65 |
|                         | Pessoas–Animais–Natureza                 | 27    | 1,02 / 100,00   | 2,47 |
|                         | Outros (com menos de 1,00%)              | 30    | 1,14 / 100,00   |      |
| Votos Inválidos         | Votos Inválidos                          | 31    | 1,18 / 100,00   | 3,88 |
| Total                   | Total                                    | 2 637 | 100,00 / 100,00 |      |
| Eleitorado/Participação | Eleitorado/Participação                  | 6 186 | 42,63 / 100,00  | 9,63 |

| Freguesia               | %     | %     | %     | %     | %    | %    | %    | %    | %    | Votantes |
| Freguesia               | PS    | AD    | CH    | CDU   | IL   | BE   | ADN  | L    | PAN  | Votantes |
| ----------------------- | ----- | ----- | ----- | ----- | ---- | ---- | ---- | ---- | ---- | -------- |
| Freguesia               |       |       |       |       |      |      |      |      |      | Votantes |
| Alfundão e Peroguarda   | 50,26 | 12,89 | 14,43 | 7,22  | 2,32 | 5,93 | 1,03 | 2,06 | 1,29 | 388      |
| Ferreira do Alentejo    | 35,31 | 15,72 | 15,19 | 15,06 | 6,00 | 4,80 | 2,86 | 1,87 | 1,20 | 1 501    |
| Figueira dos Cavaleiros | 54,58 | 10,76 | 8,76  | 13,15 | 3,98 | 2,59 | 1,00 | 1,20 | 0,60 | 502      |
| Odivelas                | 50,00 | 15,85 | 13,82 | 8,13  | 5,69 | 2,85 | 0,41 | 1,22 | 0,41 | 246      |
| Ferreira do Alentejo    | 42,55 | 14,37 | 13,73 | 12,89 | 5,04 | 4,36 | 2,01 | 1,71 | 1,02 | 2 637    |

### Mértola
| Partido                 | Partido                                  | Votos | %               | +/-   |
| ----------------------- | ---------------------------------------- | ----- | --------------- | ----- |
|                         | Partido Socialista                       | 1 438 | 40,38 / 100,00  | 2,38  |
|                         | Coligação Democrática Unitária (PCP-PEV) | 688   | 19,32 / 100,00  | 9,23  |
|                         | Aliança Democrática (PPD/PSD-CDS-PP-PPM) | 526   | 14,77 / 100,00  | 6,63  |
|                         | CHEGA                                    | 356   | 10,00 / 100,00  | -     |
|                         | Iniciativa Liberal                       | 155   | 4,35 / 100,00   | 4,21  |
|                         | Bloco de Esquerda                        | 149   | 4,18 / 100,00   | 3,21  |
|                         | LIVRE                                    | 82    | 2,30 / 100,00   | 1,50  |
|                         | Outros (com menos de 1,00%)              | 83    | 2,33 / 100,00   |       |
| Votos Inválidos         | Votos Inválidos                          | 84    | 2,36 / 100,00   | 2,84  |
| Total                   | Total                                    | 3 561 | 100,00 / 100,00 |       |
| Eleitorado/Participação | Eleitorado/Participação                  | 5 583 | 63,78 / 100,00  | 28,81 |

| Freguesia                 | %     | %     | %     | %     | %    | %    | %    | Votantes |
| Freguesia                 | PS    | CDU   | AD    | CH    | IL   | BE   | L    | Votantes |
| ------------------------- | ----- | ----- | ----- | ----- | ---- | ---- | ---- | -------- |
| Freguesia                 |       |       |       |       |      |      |      | Votantes |
| Alcaria Ruiva             | 42,51 | 18,65 | 20,49 | 5,81  | 3,98 | 2,45 | 2,14 | 327      |
| Corte do Pinto            | 40,67 | 16,67 | 12,23 | 13,91 | 4,74 | 3,98 | 2,45 | 654      |
| Espírito Santo            | 52,29 | 15,69 | 13,73 | 8,50  | 1,31 | 5,88 | 0,65 | 153      |
| Mértola                   | 38,73 | 18,82 | 14,79 | 8,83  | 5,58 | 5,03 | 3,56 | 1 291    |
| São Miguel do Pinheiro    | 46,68 | 23,34 | 11,44 | 7,78  | 2,29 | 3,43 | 0,69 | 437      |
| Santana de Cambas         | 38,55 | 16,67 | 18,47 | 12,25 | 4,22 | 3,82 | 0,80 | 498      |
| São João dos Caldeireiros | 28,36 | 32,84 | 12,44 | 11,94 | 2,99 | 3,48 | 2,49 | 201      |
| Mértola                   | 40,38 | 19,32 | 14,77 | 10,00 | 4,35 | 4,18 | 2,30 | 3 561    |

### Moura
| Partido                 | Partido                                  | Votos  | %               | +/-   |
| ----------------------- | ---------------------------------------- | ------ | --------------- | ----- |
|                         | Partido Socialista                       | 1 379  | 34,78 / 100,00  | 4,49  |
|                         | Aliança Democrática (PPD/PSD-CDS-PP-PPM) | 712    | 17,96 / 100,00  | 4,39  |
|                         | CHEGA                                    | 701    | 17,68 / 100,00  | -     |
|                         | Coligação Democrática Unitária (PCP-PEV) | 616    | 15,54 / 100,00  | 8,55  |
|                         | Iniciativa Liberal                       | 193    | 4,87 / 100,00   | 4,83  |
|                         | Bloco de Esquerda                        | 110    | 2,77 / 100,00   | 4,18  |
|                         | LIVRE                                    | 99     | 2,50 / 100,00   | 1,90  |
|                         | Outros (com menos de 1,00%)              | 90     | 2,27 / 100,00   |       |
| Votos Inválidos         | Votos Inválidos                          | 65     | 1,64 / 100,00   | 2,61  |
| Total                   | Total                                    | 3 965  | 100,00 / 100,00 |       |
| Eleitorado/Participação | Eleitorado/Participação                  | 11 779 | 33,66 / 100,00  | 12,03 |

| Freguesia                                         | %     | %     | %     | %     | %    | %    | %    | Votantes |
| Freguesia                                         | PS    | AD    | CH    | CDU   | IL   | BE   | L    | Votantes |
| ------------------------------------------------- | ----- | ----- | ----- | ----- | ---- | ---- | ---- | -------- |
| Freguesia                                         |       |       |       |       |      |      |      | Votantes |
| Amareleja                                         | 33,44 | 13,65 | 15,80 | 21,01 | 5,21 | 2,30 | 3,68 | 652      |
| Póvoa de São Miguel                               | 39,60 | 11,88 | 23,43 | 8,58  | 5,28 | 3,63 | 3,63 | 303      |
| Safara e Santo Aleixo da Restauração              | 36,03 | 18,45 | 17,57 | 16,52 | 3,87 | 1,76 | 1,41 | 569      |
| Santo Agostinho e São João Batista e Santo Amador | 33,24 | 21,02 | 17,10 | 14,29 | 5,35 | 2,95 | 2,44 | 2 169    |
| Sobral da Adiça                                   | 42,28 | 9,56  | 20,59 | 18,01 | 1,84 | 3,68 | 1,10 | 272      |
| Moura                                             | 34,78 | 17,96 | 17,68 | 15,54 | 4,87 | 2,77 | 2,50 | 3 965    |

### Odemira
| Partido                 | Partido                                  | Votos  | %               | +/-   |
| ----------------------- | ---------------------------------------- | ------ | --------------- | ----- |
|                         | Partido Socialista                       | 3 689  | 32,93 / 100,00  | 6,43  |
|                         | Aliança Democrática (PPD/PSD-CDS-PP-PPM) | 2 312  | 20,64 / 100,00  | 7,77  |
|                         | CHEGA                                    | 1 589  | 14,19 / 100,00  | -     |
|                         | Coligação Democrática Unitária (PCP-PEV) | 1 007  | 8,99 / 100,00   | 7,91  |
|                         | Iniciativa Liberal                       | 901    | 8,04 / 100,00   | 7,53  |
|                         | Bloco de Esquerda                        | 619    | 5,53 / 100,00   | 4,66  |
|                         | LIVRE                                    | 445    | 3,97 / 100,00   | 2,41  |
|                         | Pessoas–Animais–Natureza                 | 123    | 1,10 / 100,00   | 2,85  |
|                         | Alternativa Democrática Nacional         | 116    | 1,04 / 100,00   | 0,71  |
|                         | Outros (com menos de 1,00%)              | 156    | 1,39 / 100,00   |       |
| Votos Inválidos         | Votos Inválidos                          | 244    | 2,18 / 100,00   | 5,13  |
| Total                   | Total                                    | 11 201 | 100,00 / 100,00 |       |
| Eleitorado/Participação | Eleitorado/Participação                  | 19 941 | 56,17 / 100,00  | 23,40 |

| Freguesia                  | %     | %     | %     | %     | %     | %    | %    | %    | %    | Votantes |
| Freguesia                  | PS    | AD    | CH    | CDU   | IL    | BE   | L    | PAN  | ADN  | Votantes |
| -------------------------- | ----- | ----- | ----- | ----- | ----- | ---- | ---- | ---- | ---- | -------- |
| Freguesia                  |       |       |       |       |       |      |      |      |      | Votantes |
| Boavista dos Pinheiros     | 38,36 | 13,00 | 17,34 | 10,91 | 5,78  | 5,14 | 4,17 | 0,80 | 0,64 | 623      |
| Colos                      | 37,89 | 15,84 | 14,91 | 11,80 | 3,42  | 7,14 | 0,62 | 0,62 | 0,93 | 322      |
| Longueira / Almograve      | 27,00 | 29,80 | 13,97 | 5,59  | 9,31  | 5,59 | 4,10 | 0,93 | 1,12 | 537      |
| Luzianes-Gare              | 24,38 | 19,38 | 6,88  | 30,63 | 5,63  | 5,63 | 2,50 | 0,63 | 1,25 | 160      |
| Relíquias                  | 36,67 | 15,89 | 9,54  | 9,05  | 11,00 | 7,82 | 6,85 | 0,73 | 0,24 | 409      |
| Saboia                     | 44,00 | 20,29 | 10,86 | 7,14  | 1,43  | 6,57 | 2,86 | 0,57 | 0,86 | 350      |
| Santa Clara-a-Velha        | 43,26 | 24,14 | 11,91 | 5,33  | 2,82  | 4,39 | 2,19 | 0,94 | 1,25 | 319      |
| São Luís                   | 33,86 | 19,69 | 12,94 | 11,92 | 4,72  | 7,42 | 4,16 | 1,01 | 1,12 | 889      |
| São Martinho das Amoreiras | 48,55 | 16,86 | 9,88  | 4,94  | 4,65  | 4,65 | 3,20 | 1,74 | 0,29 | 344      |
| São Salvador e Santa Maria | 35,78 | 22,13 | 10,44 | 12,20 | 6,00  | 4,86 | 3,83 | 0,83 | 0,52 | 967      |
| São Teotónio               | 33,30 | 18,68 | 14,84 | 8,33  | 9,36  | 5,14 | 4,03 | 1,29 | 1,18 | 2 628    |
| Vale de Santiago           | 39,00 | 16,99 | 15,79 | 14,11 | 4,07  | 0,96 | 3,11 | 1,20 | 0,72 | 418      |
| Vila Nova de Milfontes     | 26,28 | 23,71 | 16,26 | 6,92  | 11,04 | 5,81 | 4,39 | 1,21 | 1,36 | 3 235    |
| Odemira                    | 32,93 | 20,64 | 14,19 | 8,99  | 8,04  | 5,53 | 3,97 | 1,10 | 1,04 | 11 201   |

### Ourique
| Partido                 | Partido                                  | Votos | %               | +/-   |
| ----------------------- | ---------------------------------------- | ----- | --------------- | ----- |
|                         | Partido Socialista                       | 828   | 40,83 / 100,00  | 2,95  |
|                         | Aliança Democrática (PPD/PSD-CDS-PP-PPM) | 550   | 27,12 / 100,00  | 2,07  |
|                         | CHEGA                                    | 201   | 9,91 / 100,00   | -     |
|                         | Coligação Democrática Unitária (PCP-PEV) | 161   | 7,94 / 100,00   | 6,42  |
|                         | Iniciativa Liberal                       | 67    | 3,30 / 100,00   | 3,01  |
|                         | Bloco de Esquerda                        | 58    | 2,86 / 100,00   | 3,51  |
|                         | LIVRE                                    | 43    | 2,12 / 100,00   | 1,02  |
|                         | Alternativa Democrática Nacional         | 32    | 1,58 / 100,00   | 1,07  |
|                         | Outros (com menos de 1,00%)              | 40    | 1,97 / 100,00   |       |
| Votos Inválidos         | Votos Inválidos                          | 48    | 2,36 / 100,00   | 3,57  |
| Total                   | Total                                    | 2 028 | 100,00 / 100,00 |       |
| Eleitorado/Participação | Eleitorado/Participação                  | 4 177 | 48,55 / 100,00  | 16,48 |

| Freguesia            | %     | %     | %     | %     | %    | %    | %    | %    | Votantes |
| Freguesia            | PS    | AD    | CH    | CDU   | IL   | BE   | L    | ADN  | Votantes |
| -------------------- | ----- | ----- | ----- | ----- | ---- | ---- | ---- | ---- | -------- |
| Freguesia            |       |       |       |       |      |      |      |      | Votantes |
| Garvão e Santa Luzia | 37,98 | 27,16 | 9,62  | 10,34 | 3,13 | 2,16 | 1,68 | 1,44 | 416      |
| Ourique              | 40,00 | 29,07 | 9,26  | 6,30  | 4,35 | 3,52 | 2,04 | 1,48 | 1 080    |
| Panoias e Conceição  | 47,26 | 14,04 | 11,99 | 14,73 | 2,40 | 3,08 | 3,42 | 1,03 | 292      |
| Santana da Serra     | 41,67 | 34,17 | 10,83 | 2,92  | 0    | 0,83 | 1,67 | 2,92 | 240      |
| Ourique              | 40,83 | 27,12 | 9,91  | 7,94  | 3,30 | 2,86 | 2,12 | 1,58 | 2 028    |

### Serpa
| Partido                 | Partido                                  | Votos  | %               | +/-   |
| ----------------------- | ---------------------------------------- | ------ | --------------- | ----- |
|                         | Partido Socialista                       | 1 678  | 32,01 / 100,00  | 2,54  |
|                         | Coligação Democrática Unitária (PCP-PEV) | 1 325  | 25,28 / 100,00  | 13,74 |
|                         | Aliança Democrática (PPD/PSD-CDS-PP-PPM) | 902    | 17,21 / 100,00  | 6,82  |
|                         | CHEGA                                    | 591    | 11,27 / 100,00  | -     |
|                         | Iniciativa Liberal                       | 226    | 4,31 / 100,00   | 4,07  |
|                         | Bloco de Esquerda                        | 196    | 3,74 / 100,00   | 3,01  |
|                         | LIVRE                                    | 123    | 2,35 / 100,00   | 1,60  |
|                         | Outros (com menos de 1,00%)              | 130    | 2,48 / 100,00   |       |
| Votos Inválidos         | Votos Inválidos                          | 71     | 1,36 / 100,00   | 3,39  |
| Total                   | Total                                    | 5 242  | 100,00 / 100,00 |       |
| Eleitorado/Participação | Eleitorado/Participação                  | 12 236 | 42,84 / 100,00  | 9,51  |

| Freguesia                              | %     | %     | %     | %     | %    | %    | %    | Votantes |
| Freguesia                              | PS    | CDU   | AD    | CH    | IL   | BE   | L    | Votantes |
| -------------------------------------- | ----- | ----- | ----- | ----- | ---- | ---- | ---- | -------- |
| Freguesia                              |       |       |       |       |      |      |      | Votantes |
| Brinches                               | 38,97 | 18,34 | 13,75 | 12,89 | 4,30 | 5,16 | 2,01 | 349      |
| Pias                                   | 25,22 | 43,27 | 9,53  | 7,85  | 3,48 | 4,71 | 1,57 | 892      |
| Serpa (Salvador e Santa Maria)         | 34,05 | 13,74 | 22,35 | 12,70 | 5,90 | 4,14 | 3,14 | 2 103    |
| Vila Nova de São Bento e Vale de Vargo | 27,74 | 34,73 | 15,23 | 11,77 | 2,87 | 2,72 | 1,55 | 1 359    |
| Vila Verde de Ficalho                  | 41,56 | 21,15 | 17,07 | 9,09  | 3,15 | 2,23 | 2,78 | 539      |
| Serpa                                  | 32,01 | 25,28 | 17,21 | 11,27 | 4,31 | 3,74 | 2,35 | 5 242    |

### Vidigueira
| Partido                 | Partido                                  | Votos | %               | +/-   |
| ----------------------- | ---------------------------------------- | ----- | --------------- | ----- |
|                         | Partido Socialista                       | 713   | 37,61 / 100,00  | 0,24  |
|                         | Aliança Democrática (PPD/PSD-CDS-PP-PPM) | 360   | 18,99 / 100,00  | 8,84  |
|                         | Coligação Democrática Unitária (PCP-PEV) | 308   | 16,24 / 100,00  | 11,94 |
|                         | CHEGA                                    | 220   | 11,60 / 100,00  | -     |
|                         | Iniciativa Liberal                       | 86    | 4,54 / 100,00   | 4,27  |
|                         | Bloco de Esquerda                        | 71    | 3,74 / 100,00   | 3,68  |
|                         | LIVRE                                    | 44    | 2,32 / 100,00   | 1,03  |
|                         | Pessoas–Animais–Natureza                 | 19    | 1,00 / 100,00   | 1,11  |
|                         | Outros (com menos de 1,00%)              | 27    | 1,42 / 100,00   |       |
| Votos Inválidos         | Votos Inválidos                          | 48    | 2,54 / 100,00   | 3,45  |
| Total                   | Total                                    | 1 896 | 100,00 / 100,00 |       |
| Eleitorado/Participação | Eleitorado/Participação                  | 4 571 | 41,48 / 100,00  | 10,53 |

| Freguesia      | %     | %     | %     | %     | %    | %    | %    | %    | Votantes |
| Freguesia      | PS    | AD    | CDU   | CH    | IL   | BE   | L    | PAN  | Votantes |
| -------------- | ----- | ----- | ----- | ----- | ---- | ---- | ---- | ---- | -------- |
| Freguesia      |       |       |       |       |      |      |      |      | Votantes |
| Pedrógão       | 40,53 | 10,00 | 26,05 | 10,79 | 3,42 | 4,74 | 2,63 | 1,32 | 380      |
| Selmes         | 37,59 | 14,54 | 14,54 | 15,60 | 5,32 | 3,90 | 1,77 | 1,42 | 282      |
| Vidigueira     | 34,34 | 24,87 | 13,02 | 11,84 | 4,84 | 3,77 | 2,37 | 0,75 | 929      |
| Vila de Frades | 43,93 | 16,39 | 15,41 | 8,20  | 4,26 | 2,30 | 2,30 | 0,98 | 305      |
| Vidigueira     | 37,61 | 18,99 | 16,24 | 11,60 | 4,54 | 3,74 | 2,32 | 1,00 | 1 896    |